# 閻柔
閻柔（？—？），東漢末期人物，廣陽人。少時在北方生活，先後為袁紹、曹操、曹丕部下。主要應付北方民族，鮮卑多向其交出兒子作人質。

## 生平

### 幫助報仇
閻柔自少在烏丸、鮮卑為俘虜，後為其所親近信任。鮮卑幫助閻柔殺害護烏丸校尉邢舉取而代之。劉虞死後，其子劉和與舊部鮮于輔、齊周、田疇、鮮于銀等因閻柔的名氣推舉閻柔為烏桓司馬與公孫瓚將領鄒丹戰於潞河之北，斬殺鄒丹等四千餘人。建安四年（199年），因閻柔深得烏桓心而為袁紹所寵慰以安北方。

### 歸附曹操
建安五年（200年），官渡之戰中閻柔遣使曹操，獲封護烏丸校尉。曹操在擊敗袁紹後又攻破南皮，閻柔領導烏丸、鮮卑等歸附，又獻出名馬，跟隨出征三郡烏丸，閻柔因功被封關內侯，曹操視閻柔如親生兒子。建安十一年（206年），曹操征蹋頓，勝利後閻柔所統領的幽州、并州烏丸萬餘部落，悉數徙置入曹魏。鮮卑人步度根與軻比能等向閻柔交出兒子作人質。田銀在河間叛亂，軻比能俱三千餘騎隨閻柔擊破之。曹丕即位後封閻柔度遼將軍。

## 家庭
- 弟弟閻志，官至上谷太守，田豫為軻比能所圍。閻志往幫助其解圍。